# Megachile dacica
Megachile dacica är en biart som beskrevs av Alexander Mocsáry 1879.
Megachile dacica ingår i släktet tapetserarbin och familjen buksamlarbin. Inga underarter finns listade i Catalogue of Life.